# Lista generației II de Pokémon

Logo internațional pentru franciza Pokémon

A doua generație a francizei Pokémon cuprinde 100 de creaturi fictive introduse în seria de jocuri video de bază din 1999 în Game Boy Color și Pokemon Gold și Silver. Unii Pokémon din această generație au fost introduse în adaptări animate înainte de aur și argint, cum ar fi numărul 175 Togepi, care a fost un personaj recurent în seria de anime Pokemon în 1998 și 1999, și numărul 183 Marill, un personaj recurent din anime 1999.
Următoarea listă detaliază 100 de Pokémoni din Generația II în ordinea numărului lor Pokédex național. Primul Pokemon, Chikorita, este numarul 152 iar ultimul, Celebi, este numarul 251. Formele alternative care au ca rezultat schimbari de tip si Mega Evolutions sunt incluse pentru comoditate, deși Mega Evolutions nu au fost adaugate pana la Generația VI.

## Design și dezvoltare
Două tipuri noi au fost introduse în Pokémon Gold și Silver - și anume tipurile "Întuneric" și "Oțel" - care au fost menite să echilibreze mai bine jocul bătăliilor Pokémon. Tipurile de tip Întuneric and Oțel se opun atacurilor „Psihic”, care era un tip dominant în Roșu și Albastru. Conceptul de reproducere a fost introdus și în cea de-a doua generație de jocuri Pokémon, care permite jucătorilor să manipuleze într-o mai mare măsură abilitățile Pokemonului. Unele dintre noile Pokémon introduse în aur și argint sunt pre-evoluții ale altor Pokémon, cum ar fi Pichu și Igglybuff. Acești copii Pokémon sunt disponibile numai prin reproducerea versiunilor lor adulte.
Pokemon Gold și Silver a fost dezvăluit pentru prima oară la Nintendo Space World în 1997. În acest moment, jocul a avut o masă a lumii masiv mai mare decât jocul final, iar acest prototip a prezentat în jur de 40 de designuri Pokemon care au fost eliminate și înlocuite atunci când jocurile au fost lansate 1999.

## Listă de Pokémon
| Nume englezesc | Nume japonez   | Număr Pokédex național | Tipuri    | Tipuri    | Evoluează în                                        | Prima dată a apărut | Note |
| Nume englezesc | Nume japonez   | Număr Pokédex național | Principal | Secundar  | Evoluează în                                        | Prima dată a apărut | Note |
| -------------- | -------------- | ---------------------- | --------- | --------- | --------------------------------------------------- | ------------------- | --- |
| Chikorita      | Chicorita      | 152                    | Iarbă     | Iarbă     | Bayleef (#153)                                      | Gold and Silver     | |
| Bayleef        | Bayleaf        | 153                    | Iarbă     | Iarbă     | Meganium (#154)                                     | Gold and Silver     | În timp ce designurile Chikorita și Meganium au fost soluționate în 1997, Bayleef avea inițial un design semnificativ diferit. |
| Meganium       | Meganium       | 154                    | Iarbă     | Iarbă     | Nu evoluează                                        | Gold and Silver     | |
| Cyndaquil      | Hinoarashi     | 155                    | Foc       | Foc       | Quilava (#156)                                      | Gold and Silver     | |
| Quilava        | Magmarashi     | 156                    | Foc       | Foc       | Typhlosion (#157)                                   | Gold and Silver     | |
| Typhlosion     | Bakphoon       | 157                    | Foc       | Foc       | Nu evoluează                                        | Gold and Silver     | |
| Totodile       | Waninoko       | 158                    | Apă       | Apă       | Croconaw (#159)                                     | Gold and Silver     | |
| Croconaw       | Alligates      | 159                    | Apă       | Apă       | Feraligatr (#160)                                   | Gold and Silver     | |
| Feraligatr     | Ordile         | 160                    | Apă       | Apă       | Nu evoluează                                        | Gold and Silver     | |
| Sentret        | Otachi         | 161                    | Normal    | Normal    | Furret (#162)                                       | Gold and Silver     | |
| Furret         | Ootachi        | 162                    | Normal    | Normal    | Nu evoluează                                        | Gold and Silver     | |
| Hoothoot       | Hoho           | 163                    | Normal    | Zburător  | Noctowl (#164)                                      | Gold and Silver     | |
| Noctowl        | Yorunozuku     | 164                    | Normal    | Zburător  | Nu evoluează                                        | Gold and Silver     | |
| Ledyba         | Rediba         | 165                    | Gândac    | Zburător  | Ledian (#166)                                       | Gold and Silver     | |
| Ledian         | Redian         | 166                    | Gândac    | Zburător  | Nu evoluează                                        | Gold and Silver     | |
| Spinarak       | Itomaru        | 167                    | Gândac    | Otravă    | Ariados (#168)                                      | Gold and Silver     | |
| Ariados        | Ariados        | 168                    | Gândac    | Otravă    | Nu evoluează                                        | Gold and Silver     | |
| Crobat         | Crobat         | 169                    | Otravă    | Zburător  | Nu evoluează                                        | Gold and Silver     | |
| Chinchou       | Chonchie       | 170                    | Apă       | Electric  | Lanturn (#171)                                      | Gold and Silver     | |
| Lanturn        | Lantern        | 171                    | Apă       | Electric  | Nu evoluează                                        | Gold and Silver     | |
| Pichu          | Pichu          | 172                    | Electric  | Electric  | Pikachu (#025)                                      | Gold and Silver     | Personaj redat în Super Smash Bros. Melee și Super Smash Bros. Ultimate. Junichi Masuda a remarcat că Pichu trebuia să devină „următorul” Pikachu. Pichu a devenit Pokémon favorit al lui Masuda datorită procesului de design bine gândit care a dus la crearea acestuia.                                                                                   |
| Cleffa         | Py             | 173                    | Zână      | Zână      | Clefairy (#035)                                     | Gold and Silver     | |
| Igglybuff      | Pupurin        | 174                    | Normal    | Zână      | Jigglypuff (#039)                                   | Gold and Silver     | |
| Togepi         | Togepy         | 175                    | Zână      | Zână      | Togetic (#176)                                      | Gold and Silver     | |
| Togetic        | Togechick      | 176                    | Zână      | Zburător  | Togekiss (#468)                                     | Gold and Silver     | |
| Natu           | Naty           | 177                    | Psihic    | Zburător  | Xatu (#178)                                         | Gold and Silver     | Un Pokemon seamănă cu Hummingbird. |
| Xatu           | Natio          | 178                    | Psihic    | Zburător  | Nu evoluează                                        | Gold and Silver     | Un Pokemon seamănă cu Trogon. Va rămâne într-un singur loc toată ziua, deoarece unii spun că este înspăimântat de vestigiile trecutului și viitorului. |
| Mareep         | Merriep        | 179                    | Electric  | Electric  | Flaaffy (#180)                                      | Gold and Silver     | |
| Flaaffy        | Mokoko         | 180                    | Electric  | Electric  | Ampharos (#181)                                     | Gold and Silver     | |
| Ampharos       | Denryu         | 181                    | Electric  | Electric  | Mega Evolution                                      | Gold and Silver     | |
| Bellossom      | Kireihana      | 182                    | Iarbă     | Iarbă     | Nu evoluează                                        | Gold and Silver     | |
| Marill         | Maril          | 183                    | Apă       | Zână      | Azumarill (#184)                                    | Gold and Silver     | GameSpot' lui Frank Provo și Kotaku' Patricia Hernandez de Kotaku au descris Marill ca "drăguț". |
| Azumarill      | Marilli        | 184                    | Apă       | Zână      | Nu evoluează                                        | Gold and Silver     | |
| Sudowoodo      | Usokkie        | 185                    | Piatră    | Piatră    | Nu evoluează                                        | Gold and Silver     | Stă încă în așa fel încât să nu se atace. Este ușor de văzut în timpul iernii. |
| Politoed       | Nyorotono      | 186                    | Apă       | Apă       | Nu evoluează                                        | Gold and Silver     | |
| Hoppip         | Hanecco        | 187                    | Iarbă     | Zburător  | Skiploom (#188)                                     | Gold and Silver     | |
| Skiploom       | Popocco        | 188                    | Iarbă     | Zburător  | Jumpluff (#189)                                     | Gold and Silver     | |
| Jumpluff       | Watacco        | 189                    | Iarbă     | Zburător  | Nu evoluează                                        | Gold and Silver     | |
| Aipom          | Eipam          | 190                    | Normal    | Normal    | Ambipom (#424)                                      | Gold and Silver     | |
| Sunkern        | Himanuts       | 191                    | Iarbă     | Iarbă     | Sunflora (#192)                                     | Gold and Silver     | Sunkern a avut anterior cele mai mici statistici totale ale oricărui Pokémon. Cu toate acestea, forma solo Wishiwashi (introdusă în Sun & Moon) are în prezent cele mai mici statistici totale ale oricărui Pokémon. |
| Sunflora       | Kimawari       | 192                    | Iarbă     | Iarbă     | Nu evoluează                                        | Gold and Silver     | |
| Yanma          | Yanyanma       | 193                    | Gândac    | Zburător  | Yanmega (#469)                                      | Gold and Silver     | |
| Wooper         | Upah           | 194                    | Apă       | Pământ    | Quagsire (#195)                                     | Gold and Silver     | |
| Quagsire       | Nuoh           | 195                    | Apă       | Pământ    | Nu evoluează                                        | Gold and Silver     | |
| Espeon         | Eifie          | 196                    | Psihic    | Psihic    | Nu evoluează                                        | Gold and Silver     | Espeon împărtășește numele categoriei sale cu Sunflora și Volcarona. Toți sunt cunoscuți sub numele de "Pokemon". |
| Umbreon        | Blacky         | 197                    | Întuneric | Întuneric | Nu evoluează                                        | Gold and Silver     | Umbreonul este singura Eeveelution care a avut o combinație unică de tip. |
| Murkrow        | Yamikarasu     | 198                    | Întuneric | Zburător  | Honchkrow (#430)                                    | Gold and Silver     | |
| Slowking       | Yadoking       | 199                    | Apă       | Psihic    | Nu evoluează                                        | Gold and Silver     | |
| Misdreavus     | Muma           | 200                    | Fantomă   | Fantomă   | Mismagius (#429)                                    | Gold and Silver     | |
| Unown          | Unknown        | 201                    | Psihic    | Psihic    | Nu evoluează                                        | Gold and Silver     | Are 28 de forme: 26 reprezentând fiecare literă în alfabetul latin, una pentru semnul întrebării și una pentru un semn de exclamare. |
| Wobbuffet      | Sonans         | 202                    | Psihic    | Psihic    | Nu evoluează                                        | Gold and Silver     | |
| Girafarig      | Kirinriki      | 203                    | Normal    | Psihic    | Does not evolve                                     | Gold and Silver     | |
| Pineco         | Kunugidama     | 204                    | Gândac    | Gândac    | Forretress (#205)                                   | Gold and Silver     | |
| Forretress     | Foretos        | 205                    | Gândac    | Oțel      | Nu evoluează                                        | Gold and Silver     | |
| Dunsparce      | Nokocchi       | 206                    | Normal    | Normal    | Nu evoluează                                        | Gold and Silver     | Design inspirat de creatura mitică japoneză Tsuchinoko |
| Gligar         | Gliger         | 207                    | Pământ    | Zburător  | Gliscor (#472)                                      | Gold and Silver     | |
| Oțelix         | Haganeil       | 208                    | Oțel      | Pământ    | Mega Evolution                                      | Gold and Silver     | |
| Snubbull       | Bulu           | 209                    | Zână      | Zână      | Granbull (#210)                                     | Gold and Silver     | |
| Granbull       | Granbulu       | 210                    | Zână      | Zână      | Nu evoluează                                        | Gold and Silver     | |
| Qwilfish       | Harysen        | 211                    | Apă       | Otravă    | Nu evoluează                                        | Gold and Silver     | |
| Scizor         | Hassam         | 212                    | Gândac    | Oțel      | Mega Evolution                                      | Gold and Silver     | |
| Shuckle        | Tsubotsubo     | 213                    | Gândac    | Piatră    | Nu evoluează                                        | Gold and Silver     | |
| Heracross      | Heracros       | 214                    | Gândac    | Luptător  | Mega Evolution                                      | Gold and Silver     | |
| Sneasel        | Nyula          | 215                    | Întuneric | Gheață    | Weavile (#461)                                      | Gold and Silver     | Design inspirat de creatura mitică japoneză Kamaitachi |
| Teddiursa      | Himeguma       | 216                    | Normal    | Normal    | Ursaring (#217)                                     | Gold and Silver     | |
| Ursaring       | Ringuma        | 217                    | Normal    | Normal    | Nu evoluează                                        | Gold and Silver     | |
| Slugma         | Magmag         | 218                    | Foc       | Foc       | Magcargo (#219)                                     | Gold and Silver     | |
| Magcargo       | Magcargot      | 219                    | Foc       | Piatră    | Nu evoluează                                        | Gold and Silver     | |
| Swinub         | Urimoo         | 220                    | Gheață    | Pământ    | Piloswine (#221)                                    | Gold and Silver     | |
| Piloswine      | Inomoo         | 221                    | Gheață    | Pământ    | Mamoswine (#473)                                    | Gold and Silver     | |
| Corsola        | Sunnygo        | 222                    | Apă       | Piatră    | Nu evoluează                                        | Gold and Silver     | |
| Remoraid       | Teppouo        | 223                    | Apă       | Apă       | Octillery (#224)                                    | Gold and Silver     | |
| Octillery      | Okutank        | 224                    | Apă       | Apă       | Nu evoluează                                        | Gold and Silver     | |
| Delibird       | Delibird       | 225                    | Gheață    | Zburător  | Nu evoluează                                        | Gold and Silver     | Punga pe care pare să o dețină este de fapt coada |
| Mantine        | Mantain        | 226                    | Apă       | Zburător  | Nu evoluează                                        | Gold and Silver     | |
| Skarmory       | Airmd          | 227                    | Oțel      | Zburător  | Nu evoluează                                        | Gold and Silver     | |
| Houndour       | Delvil         | 228                    | Întuneric | Foc       | Houndoom (#229)                                     | Gold and Silver     | |
| Houndoom       | Hellgar        | 229                    | Întuneric | Foc       | Mega Evolution                                      | Gold and Silver     | |
| Kingdra        | Kingdra        | 230                    | Apă       | Dragon    | Nu evoluează                                        | Gold and Silver     | Evoluează prin deținerea și tranzacționarea în timp ce deține o insectă. |
| Phanpy         | Gomazou        | 231                    | Pământ    | Pământ    | Donphan (#232)                                      | Gold and Silver     | |
| Donphan        | Donfan         | 232                    | Pământ    | Pământ    | Nu evoluează                                        | Gold and Silver     | |
| Porygon2       | Porygon2       | 233                    | Normal    | Normal    | Porygon-Z (#474)                                    | Gold and Silver     | În scopul dezvoltării planetare, Porygon a fost actualizat cu cea mai recentă tehnologie disponibilă. Evoluează prin menținerea unui nivel superior. Nu a făcut niciodată apariții în anime după evenimentele lui Denno Senshi Porygon, cu excepția unui cameo foarte scurt în scena intro a celui de-al cincisprezecelea film, Kyurem și Sabia de Justiție. |
| Stantler       | Odoshishi      | 234                    | Normal    | Normal    | Nu evoluează                                        | Gold and Silver     | |
| Smeargle       | Doble          | 235                    | Normal    | Normal    | Nu evoluează                                        | Gold and Silver     | Singurul Pokémon capabil să învețe mișcarea Sketch. Datorită acestei calități, Smeargle poate învăța orGheață mișcare disponibilă în jocuri, cu excepția Struggle and Chatter. |
| Tyrogue        | Balkie         | 236                    | Luptător  | Luptător  | Hitmonchan (#106) Hitmonlee (#107) Hitmontop (#237) | Gold and Silver     | |
| Hitmontop      | Kapoerer       | 237                    | Luptător  | Luptător  | Nu evoluează                                        | Gold and Silver     | |
| Smoochum       | Muchul         | 238                    | Gheață    | Psihic    | Jynx (#124)                                         | Gold and Silver     | |
| Elekid         | Elekid         | 239                    | Electric  | Electric  | Electabuzz (#125)                                   | Gold and Silver     | |
| Magby          | Buby           | 240                    | Foc       | Foc       | Magmar (#126)                                       | Gold and Silver     | |
| Miltank        | Miltank        | 241                    | Normal    | Normal    | Nu evoluează                                        | Gold and Silver     | |
| Blissey        | Happinas       | 242                    | Normal    | Normal    | Nu evoluează                                        | Gold and Silver     | |
| Raikou         | Raikou         | 243                    | Electric  | Electric  | Nu evoluează                                        | Gold and Silver     | Raikou a fost desenat de Muneo Saitō. |
| Entei          | Entei          | 244                    | Foc       | Foc       | Nu evoluează                                        | Gold and Silver     | Entei a fost proiectat de Muneo Saitō. |
| Suicune        | Suicune/Suikun | 245                    | Apă       | Apă       | Nu evoluează                                        | Gold and Silver     | Suicune a fost desenat de Muneo Saitō. |
| Larvitar       | Yogiras        | 246                    | Piatră    | Pământ    | Pupitar (#247)                                      | Gold and Silver     | |
| Pupitar        | Sanagiras      | 247                    | Piatră    | Pământ    | Tyranitar (#248)                                    | Gold and Silver     | |
| Tyranitar      | Bangiras       | 248                    | Piatră    | Întuneric | Mega Evolution                                      | Gold and Silver     | |
| Lugia          | Lugia          | 249                    | Psihic    | Zburător  | Nu evoluează                                        | Gold and Silver     | |
| Ho-Oh          | Houou          | 250                    | Foc       | Zburător  | Nu evoluează                                        | Gold and Silver     | Similar cu Moltres, designul lui Ho-Oh este inspirat de mitul chinezesc Fenghuang (pasărea de foc) a mitului chinezesc. |
| Celebi         | Celebi         | 251                    | Iarbă     | Psihic    | Nu evoluează                                        | Gold and Silver     | |

### Forme Mega
| Nume englezesc | Nume japonez  | Număr Pokédex național | Tipuri    | Tipuri    | Evoluează în | Prima dată a apărut          | Note |
| Nume englezesc | Nume japonez  | Număr Pokédex național | Principal | Secundar  | Evoluează în | Prima dată a apărut          | Note |
| -------------- | ------------- | ---------------------- | --------- | --------- | ------------ | ---------------------------- | ---- |
| Mega Ampharos  | Mega Denryu   | 181                    | Electric  | Dragon    | Nu evoluează | X and Y                      |      |
| Mega Oțelix    | Mega Haganeil | 208                    | Oțel      | Pământ    | Nu evoluează | Omega Ruby și Alpha Sapphire |      |
| Mega Scizor    | Mega Hassam   | 212                    | Gândac    | Oțel      | Nu evoluează | X and Y                      |      |
| Mega Heracross | Mega Heracros | 214                    | Gândac    | Luptător  | Nu evoluează | X and Y                      |      |
| Mega Houndoom  | Mega Hellgar  | 229                    | Întuneric | Foc       | Nu evoluează | X and Y                      |      |
| Mega Tyranitar | Mega Bangiras | 248                    | Piatră    | Întuneric | Nu evoluează | X and Y                      |      |